# Wasserkraftwerk Stazzona

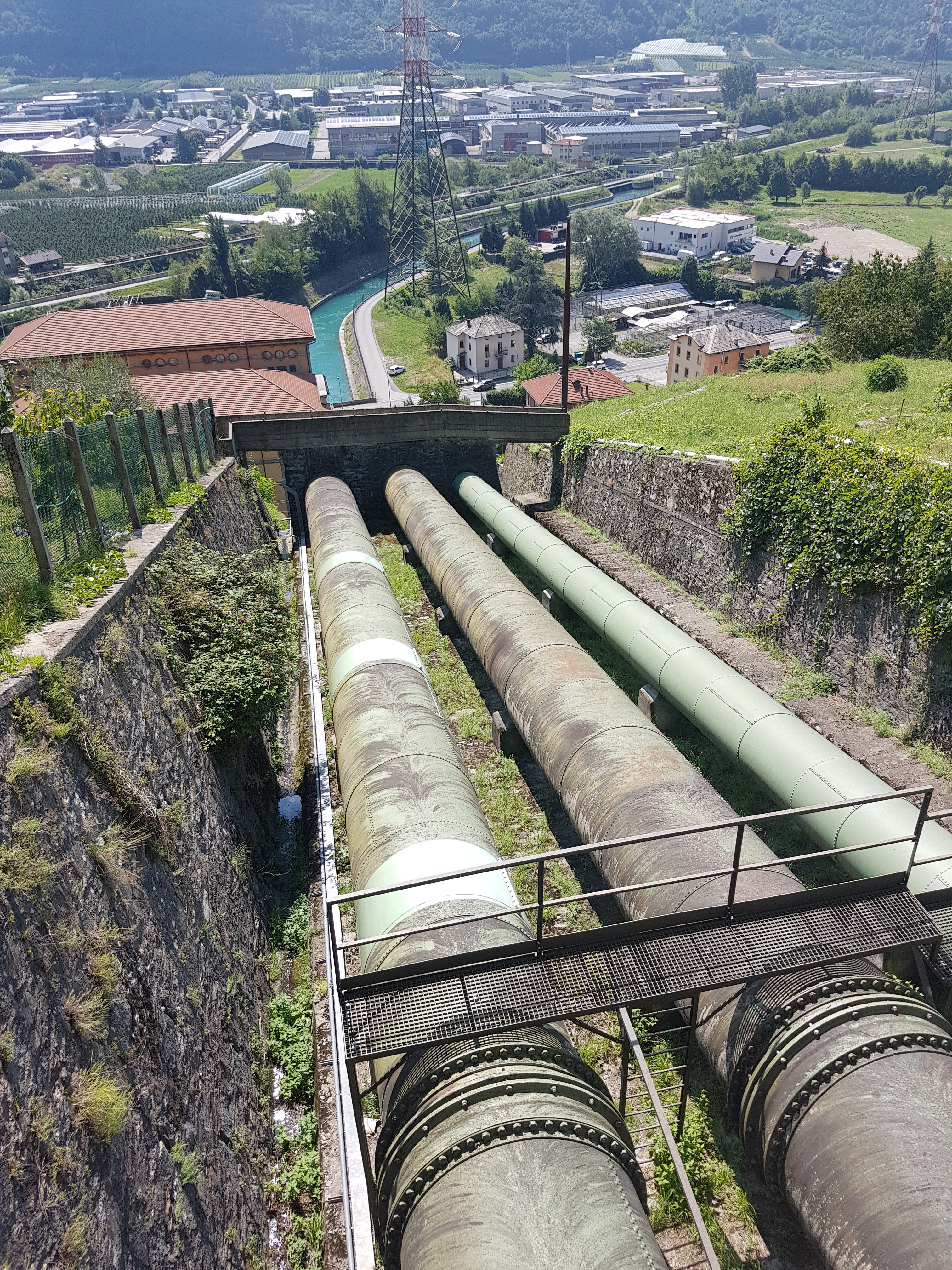
Druckleitung zum Krafthaus in Villa di Tirano

Das Wasserkraftwerk Stazzona (ital.: Centrale idroelettrica di Stazzona) von A2A befindet sich in der italienischen Gemeinde Villa di Tirano in der Fraktion Stazzona in der Provinz Sondrio in der Lombardei. Es hat eine Leistung von etwa 30 Megawatt (installierte Leistung: 46,4 MW) und verfügt über zwei Maschinensätze mit Francisturbinen und Generatoren.

## Geschichte
Das Kraftwerk Stazzona gehörte ursprünglich der Azienda Elettrica Municipale di Milano (etwa: dt.: Elektrische Stadtwerke Mailand), wobei die ganze Kraftwerksgruppe ursprünglich fünf Hauptstufen an der Adda und drei seitliche Kraftwerkstufen umfasste, die noch sehr viel weiter ausgebaut werden sollten.
Die Anlage in Villa di Tirano wurde Mitte der 1980er Jahre umfassend renoviert.

## Nutzung der Wasserkraft
Die Anlage ist das letzte Kraftwerk der Kraftwerkskette im Veltlin von der Quelle der Adda bis Villa di Tirano. A2A nutzt im Kraftwerk Stazzona die von einer Wasserfassung der Adda (Traversa di Sernio) gesammelten und die aus dem Kraftwerk Lovero (oberhalb von Tirano bei Sernio) ausgetragenen Wassermassen. Das abzuarbeitende Wasser wird von einer 8,5 km langen Überleitung zur unterirdischen Kaverne (394 m. ü. M.) in Villa di Tirano und dann zu den Druckrohrleitungen und zum Krafthaus geführt. Danach wird das abgearbeitete Wasser wieder der Adda zugeführt. Insgesamt ist das Wasser-Einzugsgebiet für dieses Kraftwerk etwa 990 km² groß.